# Heal the Pain
Heal the Pain è un brano musicale scritto ed interpretato da George Michael, pubblicato nel 1991 dalla Epic Records.

## Il brano
Si tratta del quarto di cinque singoli estratti dall'album Listen Without Prejudice Vol. 1. La B-side del singolo è rappresentata dal brano Soul Free.

## Classifiche
| Classifica (1991) | Posizione massima |
| ----------------- | ----------------- |
| Belgio (Fiandre)  | 36                |
| Irlanda           | 16                |
| Paesi Bassi       | 25                |
| Regno Unito       | 31                |

## Versione con Paul McCartney
Nel 2005 Michael ha annunciato che il brano sarebbe stato registrato in una versione insieme a Paul McCartney. Il brano in questione è stato aggiungo al greatest hits Twenty Five, uscito in Gran Bretagna nel novembre 2006 e negli Stati Uniti nell'aprile 2008.